# Linckia kuhli
Linckia kuhli är en sjöstjärneart som beskrevs av von Martens 1866. Linckia kuhli ingår i släktet Linckia och familjen Ophidiasteridae. Inga underarter finns listade i Catalogue of Life.